# Єлизавета Баторій
Графиня Єлизавета Бато́рій або Єлизавета Бато́рі (угор. Báthori Erzsébet серпня 1560, Нюрбатор, Королівство Угорщина — 21 серпня 1614, Чейте, Королівство Угорщина (тепер Словаччина) — угорська графиня з сім'ї Баторі (Баторій), яка володіла землею на території Угорського королівства (сучасна Угорщина та Словаччина) та Трансильванії (сучасна Румунія). Книга рекордів Гіннеса назвала її наймасовішою жінкою-вбивцею, хоча точна кількість її жертв невідома. Небога короля Стефана Баторія.

## Біографія
Походила з одного з найбагатших угорських родів. Батьки Анна та Георгій Баторії були двоюрідними братом та сестрою. Внаслідок кровозмішання дівчина захворіла на епілепсію та психопатію. Дитинство провела в замку Ечед. Змалку була свідком постійних тортур та страт «ворогів батька». В 6 років була свідком публічної страти.
У 13 років була заручена з угорським генералом Ференцем Надашді (згодом за жорстокість турки прозвали його «Чорним витязем»). У 1575 році переїхала до замку Лека, одружилася з Надашді, якому було на той час 20 років. У шлюбі народилося п'ятеро дітей — Ганна, Катерина, Міклош, Урсула, Павло. Родина проживала в маєтку Шарарі, де Нашдаді привчив дружину до жорстокого поводження з слугами. Крім того, рідна тітка Єлизавети, Клара, ввела в її коло людей, які займалися алхімією, окультизмом та влаштовували оргії.
4 січня 1604 року Єлизавета несподіванно овдовіла. Після смерті чоловіка проживала у Чахтицькому замку, який знаходиться в Малих Карпатах, поблизу м. Тренчин (нині територія Словаччини). Незабаром лютеранський священник Іштван Магярі звинуватив графиню у вбивствах.
У березні 1610 року король Матіаш ІІ (Матвій Габсбург) наказав провести розслідування чуток про вбивства молодих дівчат в Чахтицькому замку, які ширилися країною. Розслідування проводив палатин Угорщини Юрай (Дьйордь) Турзо. Загалом було зібрано більше 300 свідчень, про побої, тортури та знущання з дівчат-підлітків, деякі з них були з родин дрібної шляхти і знаходились в замку графині для навчання правилам етикету. Існує думка, що злочини відбувались і в інших маєтках, які належали Баторій.
29 грудня 1610 року графиня Баторій була заарештована разом з трьома служницями та карликом. На території Чахтицького замку були знайдені вбиті та ув'язнені дівчата, а також скелети і рештки тіл.
2 січня 1611 року розпочався суд над Єлизаветою та її слугами. Кількість жертв по зізнанню слуг та свідків становила від 37 до 50 жінок, суд визнав вбивства 80, але під час процесу з'явилися чутки про щоденник графині, в якому вона занотовувала вбивства і в якому ніби-то фігурує 650 жертв. Щоденник так і не був знайдений, але чутки залишились, що посприяло внесенню Єлизавети Баторій до Книги рекордів Гіннеса як жінки- серійної вбивці з найбільшою кількістю жертв.
Смертну кару для Баторій, на якій спочатку наполягав король, замінили довічним ув'язненням у Чахтицькому замку. Це звільнило короля від виплат родичам графині. Троє слуг були страчені, одна з служниць також була засуджена до довічного ув'язнення. Саму Баторій замуровали в одній з кімнат замку, залишивши лише маленькі віконця для вентиляції і передавання їжі.
21 серпня 1614 року Баторій померла. Тіло було поховано на місцевому цвинтарі, потім перенесено до родового склепу, наразі його знаходження невідоме.
Через деякий час четверо дітей Баторій були звинувачені в зраді, їх вислали з країни, а велика спадщина, яка залишилась від матері, відійшла до Матвія Габсбурга та Дьордя Турзо.
Історія Баторій не була широко відома до 1744 року, коли про неї вийшла книга священника Л.Туроци.
У 80-х роках ХХ ст. з'явилися заперечення злодіянь графині. Деякі дослідники зазначають, що злочини Баторій, ймовірно, були перебільшені, щоб дискредитувати її з політичних чи майнових причин.
Через криваві злодіяння Елізабет Баторій внесена до Книги рекордів Гіннеса як наймасовіша серійна убивця в історії.

## Легенди
1. Згідно з легендою, Єлизавета Баторій один раз ударила свою служницю по обличчю. Кров з носа покоївки капнула на шкіру, і їй здалося, що шкіра змолоділа. З цього часу вона почала купатися у кам'яній ванні, наповненій кров'ю молодих дівчат.
2. Молода служниця розчісувала волосся графині Елізабет і випадково смикнула її за волосся. Графиня розлютилася й побила дівчину. На руці Елізабет залишилася кров і їй здалося, що руки стали ніжнішими. З цього моменту Елізабет запрошувала до замку юних і красивих дівчат, запевняючи їхніх батьків, що просто хоче навчити юнок аристократичних манер. Графиня замикала їх у підвалі і по-звірячому знущалася: підвішувала на гаки і різала ножицями, щоб зібрати якомога більше крові. На такі купання йшло багато невинних дівчат, а коли їх знекровлені трупи були знайдені, серед народу поширилися чутки про появу вампірів.

## Образ в культурі
В інтернеті в якості портртета «кривавої графині» часто виступає портрет флорентійської патриціанки Лукреції Панчиатіки (Lucrezia Panciatichi), дружини Бартоломео Панчіатіки, пензля А.Бронзіно. Портрет було створено у 1540-45 роках, тобто за 20 років до народження Баторій. Наприклад обкладинка книги С.Лейн Elizabeth Bathory: The Blood Countess зображує саме Лукрецію, яка не мала ніякого відношення ні до Баторій, ні до її злодійств.

### Музика
Шведська метал група Bathory була названа на честь кривавої графині.

### Графічна проза
- Ержебета. Художник: Емре Орхун (Emre Orhoun), сценарист: Седрік Реса (Cédric Ressat). Glénat (Франці), 2010

### Кінематограф
Образ графині Баторій регулярно надихає на створення фільмів — від жахів до комедій. Деякі з них-
- 2014 — «Elizabeth Bathory» (Елізабета Баторій)

- 2011 — «Ніч страха 2», Румунія
- 2008 — «Bathory» (Кривава графиня — Баторій)[10]
- 2009 — «The Countess» (Графиня)[11]
- 1971 — «Дочки темряви»
- 1957 — «Вампіри», Італія, режисер — Маріо

### Відеоігри
- У відеогрі Zombie Army Trilogy, в замку Адольфа Гітлера Фольтершлосс висять портрети історичних постатей, які прославились своєю жорстокістю. Серед них є і портрет Єлизавети Баторій. Окрім цього, Гітлер використав скелет графині, що посилити себе, а для перемоги над ним необхідно скинути останки Єлизавети в пекельну яму.

## Подібні сюжети
- Синя Борода
- Лицар Галевейн (балада)